# Кримінальний роман (фільм, 2005)
Кримінальний роман (італ. Romanzo Criminale) — італійсько-французько-британський фільм 2005 року, знятий Мікеле Плачідо, екранізація однойменного роману Джанкарло де Катальдо. Фільм змальовує діяльність італійських кримінальних і терористичних організацій 1970-1980-их років.

## У ролях
- Кім Россі Стюарт — Фреддо
- Анна Муглаліс — Патриція
- П'єрфранческо Фавіно — Ліванець
- Клаудіо Сантамарія — Денді
- Стефано Аккорсі — комісар Шалоя
- Ріккардо Скамарчо — Чорний
- Жасмін Трінка — Роберта
- Антонелло Фассарі — Чіро Буффоні